# Лангвайлер (Лаутереккен)
Лангвайлер (нем. Langweiler) — община в Германии, в земле Рейнланд-Пфальц.
Входит в состав района Кузель. Подчиняется управлению Лаутереккен. Население составляет 268 человек (на 31 декабря 2010 года). Занимает площадь 4,16 км².